# Luigi Soffietti
Luigi Soffietti, italijanski dirkač.
Luigi Soffietti je na dirkah za Veliko nagrado prvič nastopil v sezoni 1932 na dirki Coppa Principe di Piemonte v moštvu Scuderia Ferrari, ko je z dirkalnikom Alfa Romeo 6C odstopil, na dirki Targa Abruzzi pa je zasedel peto mesto. Prvi večji uspeh je dosegel v sezoni 1934, ko je z dirkalnikom Maserati 8CM dosegel dve zaporedni tretji mesti na dirkah Velika nagrada Algerja, kjer so ga premagali le Jean-Pierre Wimille ter skupaj Louis Chiron in Antonio Brivio, in Grand Prix de Pau, kjer sta ga premagala le znamenita Tazio Nuvolari in René Dreyfus. Na naslednjo uvrstitev na stopničke je moral čakati vse do sezone 1938, ko je dosegel tretje mesto na dirki za Veliko nagrado Pikardije, po dirki za Veliko nagrado Albija, na kateri ga je premagal le Luigi Villoresi, pa se je upokojil kot dirkač.